# Quarteto Fantástico & Capitão Marvel
Quarteto Fantástico & Capitão Marvel foi uma publicação mensal de histórias em quadrinhos, originalmente publicadas pela editora estadunidense Marvel Comics, distribuídas no Brasil pela Editora Panini. Diferente das edições americanas, que são todas publicadas individualmente, é costume no Brasil lançar as séries nos chamados "mix", contendo diversas edições originais em cada edição nacional. A série Quarteto Fantástico & Capitão Marvel abrigava as séries Capitão Marvel Genis-Vell (Captain Marvel) e Quarteto Fantástico (Fantastic Four) e foi publicada entre agosto de 2002 e janeiro de 2004.
Quando iniciou sua publicação, em agosto de 2002, foi um dos títulos a inaugurar a linha econômica da Panini, na primeira leva de lançamentos após a Panini começar a trabalhar com os títulos Marvel em janeiro de 2002. Após seu cancelamento, suas séries foram remanejadas para a então nova revista Hulk, lançada em fevereiro de 2004.
A série foi publicada em dois formatos diferentes, no "formato econômico" da Panini (15 cm x 24,5 cm), da edição 1 à 12, e posteriormente em formato americano (17 cm x 26 cm), da edição 13 à 18.

## Editora Panini

### Quarteto Fantástico & Capitão Marvel (2002-2004)

#### Publicações
- Captain Marvel (#01-#18)
- Fantatstic Four (#01-#18)

#### Edições
| Edição nacional | História 1         | História 2         | Data de publicação |
| --------------- | ------------------ | ------------------ | ------------------ |
| #01             | Fantastic Four #35 | Captain Marvel #01 | ago 02             |
| #02             | Fantastic Four #36 | Captain Marvel #02 | set 02             |
| #03             | Fantastic Four #37 | Captain Marvel #03 | out 02             |
| #04             | Fantastic Four #38 | Captain Marvel #04 | nov 02             |
| #05             | Fantastic Four #39 | Captain Marvel #05 | dez 02             |
| #06             | Fantastic Four #40 | Captain Marvel #06 | jan 03             |
| #07             | Fantastic Four #41 | Captain Marvel #07 | fev 03             |
| #08             | Fantastic Four #42 | Captain Marvel #08 | mar 03             |
| #09             | Captain Marvel #09 | Fantastic Four #43 | abr 03             |
| #10             | Fantastic Four #44 | Captain Marvel #10 | mai 03             |
| #11             | Fantastic Four #45 | Captain Marvel #11 | jun 03             |
| #12             | Fantastic Four #45 | Captain Marvel #12 | jul 03             |
| #13             | Fantastic Four #46 | Captain Marvel #13 | ago 03             |
| #14             | Fantastic Four #47 | Captain Marvel #14 | set 03             |
| #15             | Fantastic Four #48 | Captain Marvel #15 | out 03             |
| #16             | Fantastic Four #49 | Captain Marvel #16 | nov 03             |
| #17             | Fantastic Four #50 | Captain Marvel #17 | dez 03             |
| #18             | Fantastic Four #56 | Captain Marvel #18 | jan 04             |